# Распределённая система
Распределённая система — система, для которой отношения местоположений элементов (или групп элементов) играют существенную роль с точки зрения функционирования системы, а следовательно, и с точки зрения анализа и синтеза системы.
Для распределённых систем характерно распределение функций, ресурсов между множеством элементов (узлов) и отсутствие единого управляющего центра, поэтому выход из строя одного из узлов не приводит к полной остановке всей системы. Типичной распределённой системой является Интернет.

## Примеры распределённых систем
- Распределенная система компьютеров — компьютерная сеть.
- Распределённая система управления — система управления технологическим процессом.
- Распределённая энергетика
- Распределённая экономика
- Распределённая файловая система — сетевые файловые системы.
- Распределённые операционные системы
- Системы распределённых вычислений
- Распределённые системы контроля версий
- Распределённые базы данных
  - Система доменных имён (DNS) — распределённая система для получения информации о доменах.